# Danh sách nhân vật trong Edens Zero
Bộ manga Edens Zero có sự góp mặt của một dàn nhân vật đông đảo do Mashima Hiro sáng tạo. Truyện lấy bối cảnh ở một vũ trụ hư cấu có tên là Grand Shiki Cosmos (四季大宇宙 Shiki Daiuchū, n.đ. "Four Seasons Macrocosm"), nơi tập nhiều hệ hành tinh được gọi là "cosmos" mà các nhân vật chính chu du nhờ sử dụng con tàu không gian tiêu đề. Các nhân vật chủ yếu là con người, robot và người ngoài hành tinh; đa số họ sống ở "Sakura Cosmos".
Được Mashima miêu tả là một bộ truyện "kỳ ảo không gian", Edens Zero miêu tả một số nhân vật sử dụng kỹ năng giống phép thuật được gọi là Ether Gear (エーテルギア Ēteru Gia) để khai Ether – một nguồn sức mạnh phép thuật – trong cơ thể họ giống như các cỗ máy trong vũ trụ. Những nhân vật khác gồm B-Cubers (B・キューバー Bī Kyūbā), tức nhóm người dùng một nền tảng video trực tuyến dựa trên YouTube, và sinh vật cơ khí - được gọi là O-Tech (半分機械 Ō Tekku) trong truyện. Nhiều lần tái xuất các nhân vật từ chung lịch sử giả tưởng cũng là một đặc trưng chủ yếu xuyên suốt bộ truyện, đặc biệt là những nhân vật được tạo ra bởi các Thời Thực (時食み tokihami) - những quái vật không gian hấp thụ thời gian của các hành tinh, và những nhân vật khác cư ngụ ở các vũ trụ song song khắp đa vũ trụ.
Các nhà phê bình và độc giả đã so sánh những tạo hình và đặc điểm của các nhân vật với dàn nhân vật trong Fairy Tail (bộ truyện trước của Mashima) , mà một vài trong số ấy được xem là phát sinh có chủ ý.

## Phi hành đoàn trênEdens Zero
Edens Zero (エデンズ ゼロ Edenzu Zero) là tên của chiếc phi thuyền do Shiki và nhóm bạn của cậu ấy đồng sở hữu. Chữ EDENS là viết tắt của cụm: Ether Drive Eternal Navigation Ship. Nguyên bản phi thuyền là thuộc về Ziggy và bốn cô android của ông. Sau khi nghỉ hưu thì Ziggy đã gửi lại nó cho Elsie nhờ trông coi hộ để một ngày nào đó trao lại cho Shiki. Khi trong tay Elsie hình dáng Edens Zero là một phi thuyền hải tặc có tên là Skull Fairy (スカルフェアリー Sukaru Fearī). Khi có đủ cả bốn người trong Ma Vương Tứ Hoàng Tinh thì Edens Zero sẽ trở thành được "vật sống".

### Shiki Granbell
Shiki Grandbell (シキ・グランベル Shiki Guranberu) là nhân vật nam chính của truyện. Cậu là cháu trai nuôi của "Ma Vương" Ziggy và là người thừa kế chính thức của chiến hạm Edens Zero. Đồng thời cậu cũng được thừa hưởng sức mạnh Ether Gear Trọng Lực từ ông của mình. Shiki được Ma Vương Tứ Hoàng Tinh bầu làm tân Ma Vương và họ nguyện phụng sự vì cậu. Shiki thực ra không có họ, họ Grandbell là do Rebecca đặt thêm theo quê nhà của cậu khi cô ấy đăng ký thẻ Mạo Hiểm Giả cho Shiki. Có thể nói là do từ bé đến lớn sống ở hành tinh toàn người máy, nên Shiki rất thích được kết bạn với những người khác trong vũ trụ. Shiki cũng khá là dâm dê khi cậu ta thường xuyên thích "soi hàng" của Rebecca và luôn tìm cách khi có cơ hội.

### Rebecca Bluegarden
Rebecca (レベッカ Rebekka) là một B-Cuber của hành tinh Blue Garden. Rebecca không thành công mấy trên con đường của một B-Cuber cho lắm, kênh của cô khá là ít lượt xem hay theo dõi. Mặc dù vậy thì cô vẫn sống rất lạc quan và đầy nhiệt huyết. Rebecca rất dũng cảm, sẵn sàng xả thân xông vào nơi nguy hiểm và hết mình vì bạn bè. Rebecca rất thích chuyện ăn uống và ăn rất nhiều. Rebecca cũng mới có được Ether nhưng vẫn đang trong quá trình luyện tập để sử dụng thuần thục được nó. Rebecca muốn nó đi theo đường thiện xạ để hợp với sở trường của cô ấy. Ngoại hình của Rebecca cũng khá có nét tương đồng với các nhân vật nữ chính trước đó của tác giả Mashima Hiro, với tóc vàng ngực bự, thân hình nở nang. Cô được cho là người đặc biệt nhất với Either tên là Cat Leaper có khả năng quay ngược thời gian nhưng kí ức trong tương lai của cô vẫn còn.

### Happy
Happy (ハッピー Happī) là một chú mèo màu xanh biết nói tới từ hành tinh Exceed. Thực ra Happy hiện giờ là một chú mèo máy có thể biến thành một cặp súng lục cho Rebecca sử dụng. Happy là bạn thân từ bé của Rebecca, sau một tai nạn thì được tiến sĩ Weisz Steiner (già) biến thành một chú mèo máy. Happy của Edens Zero có tạo hình giống gần như y xì đúc với Happy của Fairy Tail, khác nhau ở cái vòng cổ và cái đuôi. Happy này xem ra là cũng ranh mãnh và láu cá hơn nhiều so với Happy của Faiy Tail.

### Weisz Steiner
Ông là tiến sĩ Weisz Steiner đến từ hành tinh Norma bị con quái vật Chronophage ăn mất 50 năm. Ông đã đi theo Shiki trong hành trình đi tìm Mẹ.

### E.M. Pino
Một robot do Ma Vương làm ra. Có khả năng làm Ether mất tác dụng.

### Homura Kougetsu
Homura Kougetsu (ホムラ・コウゲツ Homura Kōgetsu) là đệ tử Valkyrie. Homura có Ether và có thể hóa ra một thanh gươm Ether tên là Soul Blade, cô thừa hưởng nó từ sư phụ của mình. Homura mặc một bộ kimono được cách điệu và hay ngượng, bởi cô ấy toàn nói hết những gì mang đang nghĩ trong đầu ra. Shiki nhận xét cô ấy là một samurai nhưng Homura lại nói là cô ấy tự coi mình là một kị sĩ. Homura gia nhập phi hành đoàn của Edens Zero với mong muốn tìm được tung tích của sư phụ mình, đồng thời là cô muốn thách đấu với "Ma Vương" - danh hiệu hiện giờ là của Shiki.

### Ma Vương Tứ Hoàng Tinh
Là bốn android phỏng theo nữ giới. Mỗi người bọn họ có một nhiệm vụ riêng trên Edens Zero Nhiều năm về trước thì Ziggy đã cho họ được tự do và tự lựa chọn con đường riêng cho chính mình. Hiện tại thì Shiki và các bạn của cậu đã tập hợp đủ 4 người và đang trong hành trình đi tìm Mẹ.

#### Witch
Số hiệu E4, tên đầy đủ là Witch Regret, có vai trò là "Tấm khiên của Edens". Cô có khả năng điều khiển các nguyên tố. Không giống như ba người còn lại, Witch chọn ở lại trên phi thuyền Edens Zero từ sau khi Ziggy cho họ được tự do.

#### Sister Irvy
Mang số hiệu E2, là "Sinh mạng của Edens". Có khả năng hồi phục.

#### Hermit
Tên đầy đủ là Hermit Mio, cô là "Bộ óc của Edens" và cực giỏi trong mảng lập trình. Hermit có tạo hình khá giống với Hatsune Miku. Mặc dù không thấy số hiệu trên trán nhưng ta vẫn có thể suy đoán cô mang số hiệu E3. 

#### Valkyrie
Tên đầy đủ là Valkyrie Yuna, mang số hiệu E1, cô là "Thanh kiếm của Edens" và là sư phụ của Homura. Hiện cô ấy đã chết và danh hiệu Valkyrie được kế thừa bởi Homura. 

### Jinn
Một ninja bán người máy từng là lính đánh thuê. Về sau anh gia nhập chính thức vào Edens Zero. Tên thật là Kris Rutherford

### Mosco Versa-0
Mosco là đầy tớ của Sister Irvy và là "Người coi sóc Edens". 10 năm trước thì Mosco đã theo Irvy lên hành tinh Guilst rồi gặp nạn ở đó, Sister giả mạo đã cải tạo lại Mosco và biến anh thành đàn em của ả ta. Sau sự kiện ở Guilst, Mosco được Irvy sửa chữa lại và theo cô ấy gia nhập lại Edens Zero. Tạo hình của Mosco được phỏng theo lực sĩ của môn sumo.

## Nhân vật phụ

### Ziggy
Là ông và cũng là người đã dạy cho Shiki Ether Gear trọng lực, được mệnh danh là Ma Vương. Hiện nay ông đã biến chất và tạo ra Tân Ma Vương Tứ Hoàng Tinh và đi tìm mẹ.
Weisz Steiner (già)
Mother

### Lưu Tinh Đăng Mạo Hiểm Giả Hội
Clarisse Layer
Labilia Christy

## Nhóm và tổ chức

### Hải Tặc Không Gian Giáp Sắt

#### Elsie Crimson
Elsie Crimson (エルシー・クリムゾン Erushī Kurimuzon) là thuyển trưởng của băng Hải Tặc Không Gian Giáp Sắt. Cô ấy có ân tình với Ma Vương Ziggy, các Ma Vương Tứ Hoàng Tinh cũng quen biết với Elsie. Tạo hình của Elsie là sự pha trộn giữa nhân vật Erza Scarlet trong Fairy Tail với Captain Harlock trong Uchuu Kaizoku Captain Harlock. Có khả năng thay đổi trang phục và sử dụng khả ăng đó để sử dụng năng lượng của các vì sao

### Liên Minh Quân Hệ Sao

#### Justice
Tạo hình của Justice, đặc biệt rõ nhất khi anh ta dùng Ether, là dựa theo Jellal Fernandes trong Fairy Tail hay xa hơn là Sieghart trong Rave, hai bộ truyện dài kỳ trước đó của tác giả Mashima Hiro. Sức mạnh của anh giống với Elsie.

### GIA
Cơ quan Tình Báo Ngân Hà